# Boston Scientific
Компания Boston Scientific Corporation (NYSE: BSX) (аббревиатура BSC) (с 2008 года частично поглощенная компанией MAQUET) — один из производителей медицинского оборудования и расходных материалов для хирургии, включая сердечно-сосудистую хирургию, нейрохирургию, онкологию, эндоскопию, урологию, гинекологию и другие.
Компания Boston Scientific известна как производитель стента Taxus, содержащего лекарственный препарат Паклитаксел, для открытия закупоренных[уточнить] артерий. Этот продукт был в центре судебного разбирательства о патентной защите.
Конкурентами Boston Scientific’s являются Johnson & Johnson, Medtronic и St. Jude Medical.
Компания Boston Scientific в 2006 году поглотила компанию-конкурента Guidant за приблизительно $27 млрд, разделив его на 2 части — одна отошла Boston Scientific, другая Abbott Laboratories.
В 2008 году компания MAQUET приобрела подразделения по сердечной и сосудистой хирургии, ранее входившие в состав компании Boston Scientific Corp.
В ноябре 2018 года компания приобретает британского разработчика инвазивных устройств BTG. Благодаря сделке, у Boston Scientific появятся новые возможности лечения онкопатологий и заболеваний легких. Сумма сделки составила $4,24 млрд.